# 옴부즈맨 라디오
옴부즈맨 라디오 지금은 청취자시대는 경기방송의 라디오 방송 프로그램이다. 주말에만 방송되며 오전 6시 30분부터 오전 7시까지 방송된다.
한 주간 미디어계에 등장한 새로운 소식과 경기방송 프로그램 및 앞으로의 방송 활동 등에 대해 이야기 한다. 또한 청취자가 문자메시지(옴부즈맨 라디오 전용 문자번호 #099912)와 청취자 게시판을 통해 경기방송 DJ와 PD에게 의견과 응원 메시지를 남기는 코너도 진행한다.

## 진행자
- 김진이 (OBS경기방송 편성제작부 아나운서)

## 코너
- 미디어 뉴스
- Talk, Talk, Talk! DJ 거기 계신가요?
- 미디어 칼럼

| 경기방송                 |                                   |                     |
| 이전                     | 옴부즈맨 라디오 지금은 청취자시대 | 다음                |
| 에듀챔프 (재방송)        | 옴부즈맨 라디오 지금은 청취자시대 | 아침의 멜로디       |
| 오전 6시 ~ 오전 6시 30분 | 오전 6시 30분 ~ 오전 7시          | 오전 7시 ~ 오전 9시 |
|                          |                                   |                     |